# جيف سباركس
جيف سباركس (بالإنجليزية: Jeff Sparks)‏ هو لاعب كرة قاعدة أمريكي، ولد في 4 أبريل 1972 في هيوستن في الولايات المتحدة.

## وصلات خارجية
- جيف سباركس على موقعبيزبول رفرنس.كوم (الدوري الرئيسي) (الإنجليزية)